# かでかるさとし
かでかる さとし（本名：嘉手苅 智、1963年9月8日 - ）は沖縄県・浦添市出身の歌手・タレントである。ニーニーズの元メンバー。沖縄国際大学卒業。2009年に第46回ギャラクシー賞ラジオ部門優秀賞を受賞している。
沖縄芝居の役者、八木政男の物真似を得意とする。二人は琉神マブヤー外伝 SO!ウチナーで共演している。

## ディスコグラフィー

### シングル
1. ゴーゴーゴーヤーマン（2001年8月）
2. 愛知県「愛・地球博」公認ソング～日本まるごと万博音頭～（2005年1月）
3. 沖縄そば屋さんのBGM（2006年1月）
4. 沖縄魚まつり（2018年6月）

### アルバム
1. まじゅ～ん（2007年7月11日）リスペクトレコード
  1. エイサーぬ夜
  2. オジィのサバニ
  3. ニ～ビチ宣言
  4. 沖縄のおじぃおばぁ
  5. 上を向いて歩こう(うちな～ぐち)
  6. かあちゃん
  7. まじゅ～ん(一緒に)
  8. チュラ
  9. 嗚呼!うちな～すば
  10. 遙かな青空
  11. さあ みんな!

## 主な出演番組

### 現在
- かでかるさとしのなんくるラジオ（RBCiラジオ）2013年4月-

### 過去
- チムどんぱあく（RBCiラジオ）2001年4月-2013年3月
- 琉神マブヤー外伝 SO!ウチナー（琉球放送）2009年10月-2010年1月